# Henrik Oglejski
Henrik Oglejski ali Henrik Biburški (Biburg, * 11. st., †  28. marec 1084) je bil oglejski patriarh
v letih 1077 - 1084. V srednjem veku je bila to knezoškofinja v Svetem rimskem cesarstvu v severni Italiji. Kot cesarski škof je bil nadškof Henrik tudi Furlanski vojvoda, Istrski mejni grof in mejni grof Kranjski.
Njegova vloga v investiturnem boju je bila njegova močna podpora cesarju Henriku IV. v njegovem boju za oblast proti papežu Gregorju VII.[1]

## Izvor
Henrik se je rodil v Biburgu pri Abensbergu v vojvodini Bavarski. Bil je v sorodu z grofi Scheyernom. Bil je kanonik v Augsburgu in član kraljeve Dvorne kapele, zato ga lahko vidimo kot zaupnika kralja Henrika IV.. Ta monarh se je boril za oblast s papežem Gregorjem VII. Imenovanje za knezo-nadškofa je bilo torej stvar državnega interesa in papeževega vpliva. 

## Delovanje
Septembra 1077 je kralj Henrik IV podaril Henriku Biburškemu Oglejsko knezoškofijo. Vendar so avgusta 1077 po smrti prejšnjega patriarha Sigeharda oglejski kanoniki izbrali svojega kandidata. Kraljevsko imenovanje je bilo doseženo na vrhuncu spora o investituri: januarja 1077 se je Henrik IV. spokorno odpravil po snegu do papeža v Canosso, od marca 1077 pa se je vmešal  novi kralj Rudolf Rheinfeldški.
Leta 1079 je Henrik Biburški prisegel zvestobo v Rimu pred papežem. S sklepom sinode leta 1079 je papež poslal dva veleposlanika k Henriku IV., kardinala škofa Petrusa iz Albana in škofa Udalricha iz Padove; dal jim je za spremljevalca in pomočnika patriarha Henrika. Kralj Henrik je sprejel veleposlaništvo v Regensburgu na Binkošti 1079 (12. maj). Henrik Biburški je sprejel svojo namestitev v Ogleju leta 1077. Papež Gregor VII. ga je sprejel za oglejskega nadškofa, ne pa za patriarha. Kralj Henrik IV. je bil zaradi tega nezadovoljen in mu je (začasno) odvzel mejno grofijo Istro in Kranjsko. Toda prisega Henrika Biburškega papežu je bila lažna. Henrik je večinoma živel na dvoru nemškega kralja na Bavarskem. S kraljem se je boril proti nasprotniku Rudolfu iz Rheinfeldna v bitki pri Flarcheimu (januar 1080). Patriarh Henrik in drugi italijanski knezi so na bojišče prinesli dragocenosti: drage obleke, začimbe, konje, orožje, srebrnino in zlati nakit. Nasprotni kralj je s svojimi četami dosegal precejšnje uspehe. Vendar je bitka v Flarcheimu bila neodločena. Šele leta 1080 je sinoda v Bressanonu, po ukazu kralja Henrika IV. odločila o odstavitvi papeža Gregorja VII. Izvolili so protipapeža Guiberta iz Ravenne pod imenom Klement III.. 
Patriarh Henrik je spremljal cesarja Henrika IV. v Rim. To je naredil večkrat v letih 1081-1083. Henrik je bil nagrajen s podrejeno tržaško in poreško škofijo (1082).
Patriarh Henrik (Biburški) je umrl 28. marca leta 1084. Njegov naslednik na patriarhovem stolu je bil Friderik II. Češki.